# Technos Acxel
 (juin 2013).
Acxel est un synthétiseur développé et commercialisé par la société québécoise Technos de 1987 à 1990.

## Particularités
L'Acxel est plus précisément un re-synthétiseur, qui lui permet de reproduire les sons mais de manière différente aux 'samplers' (ou Échantillonneurs). Il se distingue par sa capacité à régénérer les sons plutôt que de les reproduire après enregistrement. Où les 'Samplers' emploient un convertisseur analogique-numérique pour enregistrer un signal qui pourra être ultérieurement lu et entendu, l'Acxel après l'enregistrement du signal en fait l'analyse harmonique et programme son matériel de synthèse de manière à re-synthétiser le son au moyen d'oscillateurs sinusoïdaux. Le son ainsi paramétré peut alors être modifié ou articulé à loisir et en temps réel.
L'Acxel fut inventé par Pierre Guilmette, son design opérationnel réalisé par Nil Parent, le système développé par Technos - une société appartenant à Pierre Guilmette, Nil Parent et d'autres partenaires, et gérée par eux.
Un projet d'Acxel2 est lancé début 2008 par une société québécoise - IDARCA. Le nouveau synthétiseur doit intégrer les fonctions de l'Acxel original, tout en introduisant des nouvelles fonctionnalités, en particulier sur le traitement de sons et sur une architecture plus ouverte. On parlait d'un lancement dans le courant de l'année 2008[réf. nécessaire]. Après moins de 14 mois d'exercice, la compagnie se déclare en faillite fin 2010, à cause de retards à développer une technologie adéquate.
Par la FFT (« Fast Fourier Transform », Transformeur de Fourier Rapide), les sons enregistrés dans l'Acxel sont décortiqués en un nombre déterminé d'Oscillations sinusoïdales ayant des amplitudes et des fréquences variables représentées en enveloppes temporelles. L'Acxel comporte jusqu'à 1024 de ces oscillateurs. Une fois l'analyse de signal complétée, toutes les oscillations utilisées pour caractériser le son peuvent être modifiées de manière globale ou microscopique, et cela en temps réel. Par exemple, contrairement aux échantillonneurs, la fréquence maîtresse peut être portée vers les aigus sans que la durée du son ne soit raccourcie, et vice versa; l'articulation permet d'autre part de modifier la structure du son de manière spécifique, en réponse, par exemple, à des commandes MIDI.
L'Acxel offre les possibilités de synthétiser les sons à partir de zéro. Les 1024 oscillateurs sont en fait chacun des formes programmables (sinus, triangulaires, carrées, graphiquement programmables), et peuvent donc être utilisés pour reproduire des sons en "synthèse additive d'harmonique", ou en création sonore, ou en combinaison des deux. Il est possible de modifier les sons analysés. Une panoplie de paramètres de commandes est disponible en temps réel, quelle que soit l'origine du son :
- Dessiner des formes d'oscillations en utilisant la matrice à DEL par contact au doigt (comme le faisait, de manière différente, le Fairlight CMI au moyen de table graphique et d'écran).
- Dessiner en représentation spectrale les différents paramètres des oscillateurs soit : amplitudes, fréquences, phases ; le tout en double soit pour les représentations de base et en commandes MIDI.
- Dessiner des enveloppes doubles pour chaque paramètre d'oscillateurs : amplitudes et fréquences - Correspondant aux enveloppes de bases et aux enveloppes MIDI, de manière indépendante pour chaque enveloppe.
- Dessiner des enveloppes doubles pour chaque paramètre global de voix : volume, FM, 'Color', LFO1, LFO2 - Correspondant aux enveloppes de bases et aux enveloppes MIDI. Formes d'oscillations des LFO (Oscillateurs de basse fréquence).
- Le filtre nommé 'COLOR' représente une forme numérique particulière de filtrage, qui s'applique de la même manière à 100 Hz ou 2 000 Hz, donc indépendant de la fréquence absolue. La fréquence de coupure est en fait basée sur les rangs harmoniques, donc des fréquences relatives des éléments harmoniques d'un son donné et généré pour chaque note. Avec la possibilité de sélectionner les éléments harmoniques que l'on veut filtrer ou laisser intacts (par exemple le fondamental). Avec enveloppe et courbe de filtrage programmables (Passe bas, Passe haut, Passe bande, ou courbe programmable).
- Enveloppes FM (modulation de fréquence) aussi accessibles et appliquées sur la structure globale du son.
- Autres commandes et éditions : interpolation timbrale, extension ou compression des durées, commandes MIDI avec courbes de réponses programmables, éléments en sourdine, chorus.

## Description
Le terme Acxel constitue le raccourci de « Acoustical element » (Comme pixel pour « Picture element »).
L'Acxel comporte 2 éléments complémentaires : la console graphique « Grapher » qui constitue l'interface usager, et le boîtier « rack » de l'Unité Centrale « Solitary » qui contient le matériel de synthèse et d'analyse sonore.
La console graphique comporte une matrice de 32 par 64 (2048 points de contacts et de DELs), ce qui la distingue des autres systèmes utilisant des Écrans LCD ou CRT. L'ensemble du paramétrage passe par ce dispositif graphique.
Le 16{\displaystyle \pi } est le prédécesseur de l'Acxel (4 unités délivrées en 1984). Aucune production de ce système n'a été finalisée. Il a été remplacé par l'Acxel sur les planches à dessin dès le début de 1986. Le 16{\displaystyle \pi } a introduit le concept sous une forme plus limitée - 64 oscillateurs et comportait un clavier.

Au cours de sa mise sur le marché de 1987 à 1990, l'Acxel n'a jamais été un succès commercial, notamment pour son coût élevé, et une complexité d'utilisation. En conséquence, les Acxels sont rares (environ 35 unités vendues). La re-synthèse de l'Acxel n'a jamais remplacé les échantillonneurs / samplers plus traditionnels. L'héritage d'innovation des concepts de l'Acxel vit toujours dans les synthétiseurs modernes tels que VirSyn's Cube ou le Camel Audio's Cameleon 5000.